# Vivariu
Vivariu (Vivario em francês) é uma comuna francesa na região administrativa da Córsega, no departamento Alta Córsega. Estende-se por uma área de 79,28 km². 